# Banja Luka (nádraží)
Banja Luka (srbskou cyrilicí Бања Лука) je železniční stanice, která se nachází ve stejnojmenném městě v Bosně a Hercegovině, na trati Banja Luka–Novi Grad. Nachází se ve východní části města. 
Současné nádraží vzniklo podle projektu jugoslávského architekta Živorada Jankoviće v polovině 80. let 20. století. Dílo architekta, který navrhl např. sportovní centrum Skenderija v Sarajevu, nebo Palác mládeže a sportu v Prištině, však nebylo dokončeno až do roku 2002. Nové nádraží rovněž vznikalo dále od města, a realizováno bylo v souvislosti s přestavbou banjaluckého železničního uzlu. Původní nádražní budova byla přebudována na muzeum.
Stejně jako řada jiných veřejných budov, které vznikaly v bývalé Jugoslávii v téže době, je nádraží rozlehlé (jeho vnitřní prostor má plochu překračující 2000 m²). Měl být využíván pro početné restaurace a obchody, ty však nebyly nikdy zřízeny a na počátku 21. století tak budova působila značně opuštěným dojmem.